# Kråkslottet
Kråkslottet, som spelade 1957–1958 var en Knäppupp-produktion med Karl Gerhard i huvudrollen, det första samarbetet mellan Knäppupp och Karl Gerhard. Textförfattare var Karl Gerhard, Povel Ramel, Hans Alfredson, Tage Danielsson och Beppe Wolgers med flera, och för regin svarade Hasse Ekman. Yngve Gamlin stod för dekoren, Carl-Gustaf Kruuse af Verchou för koreografin och Allan Johansson var kapellmästare.
Kråkslottet hade premiär på Idéonteatern i Stockholm den 3 oktober 1957 och spelade där till den 22 december samma år. Den 7 maj–16 september 1958 skedde tältturnén över hela Sverige, då under namnet Karl Gerhards Eriksgata.
Kråkslottet var även namnet för Karl Gerhards villa i Saltsjöbaden, som han och familjen bebodde från och med 1926 (se Villa Kråkslottet).

## Medverkande
Tosse Bark, Gunwer Bergkvist, Brita Borg, Delta Rhythm Boys (endast i tältturnén), Göthe Ericsson, Yngve Gamlin, Git Gay, Karl Gerhard, Emy Hagman, Ludde Juberg, Martin Ljung (endast i tältturnén), Oscar Rundqvist, Mille Schmidt, Erik Sjögren med flera.

## Revynummer (i urval)
- Efter alla dessa år (Karl Gerhard)
- Dilliga kammaren (Yngve Gamlin)
- Tretton år (Karl Gerhard)